# Sanctahelenia insularis
Sanctahelenia insularis är en insektsart som beskrevs av White 1878. Sanctahelenia insularis ingår i släktet Sanctahelenia och familjen dvärgstritar. Inga underarter finns listade i Catalogue of Life.